# Juan Bautista Urbaneja
Juan Bautista Urbaneja fue un político de Venezuela que ejerció como presidente de la república desde el 20 de enero hasta el 1 de marzo de 1847, en el período entre Carlos Soublette y el acceso al cargo de José Tadeo Monagas, después de haber ganado en las elecciones de esa fecha. Durante estos dos meses en el cargo mantuvo la nueva república mientras salía el Soublette y entraba Monagas, ya que en ese momento este último no se encontraba en el país. Fue un paecista muy importante durante el primer gobierno de José Antonio Páez, de 1830 a 1835. Fue ministro del gabinete de éste durante 1830, junto con otros como Andrés Narvarte y Carlos Soublette. Fue el vicepresidente del gabinete de Soublette desde 1843 hasta 1847.